# Ecnomus wamena
Ecnomus wamena là một loài Trichoptera trong họ Ecnomidae. Chúng phân bố ở miền Australasia.